# Citrinophila similis
Citrinophila similis är en fjärilsart som beskrevs av Kirby 1887. Citrinophila similis ingår i släktet Citrinophila och familjen juvelvingar. Inga underarter finns listade i Catalogue of Life.